# Comostola caledonica
Comostola caledonica är en fjärilsart som beskrevs av Holloway 1979. Comostola caledonica ingår i släktet Comostola och familjen mätare. Inga underarter finns listade i Catalogue of Life.